# Lilgomdé (Baskouré)
Pour les articles homonymes, voir Lilgomdé.
Lilgomdé est une commune située dans le département de Baskouré de la province de Kouritenga dans la région du Centre-Est au Burkina Faso.